# László Kaszás
László Kaszás (Budapest, 18 febbraio 1938) è un ex calciatore ungherese, di ruolo attaccante.

## Carriera
Giocò per il Venezia in Serie A (10 presenze nella stagione 1961-1962, con all'attivo una rete su calcio di rigore nella sconfitta esterna contro l'Atalanta del 3 settembre 1961) e per  Real Madrid, Racing Santander ed Espanyol nella Liga.
Nel 1967 si trasferisce negli Stati Uniti d'America per giocare nei Philadelphia Spartans, società militante in NPSL I. Con gli Spartans ottenne il secondo posto della Eastern Division, non riuscendo così a classificarsi per la finale del campionato.
La stagione seguente, prima edizione della North American Soccer League, dopo aver iniziato il campionato al St. Louis Stars passa ai N.Y. Generals, con cui ottenne il terzo posto nell'Atlantic Division, non riuscendo ad accedere alle fasi finali del torneo.